# ESPN 3D
ESPN 3D era um canal de televisão digital americano por cabo e satélite de propriedade da ESPN Inc., uma joint venture entre a The Walt Disney Company (que operava a rede, por meio de sua participação de controle de 80%) e a Hearst Corporation (que detém o restante 20% de juros). O canal apresentava transmissões em 3D de eventos esportivos que a ESPN detinha os direitos de transmissão, e jogos ao vivo simultâneos de outras redes ESPN em uma base semi-regular. 

## História
A ESPN 3D foi lançada em 11 de junho de 2010 com uma transmissão em 3D da partida de abertura da Copa do Mundo FIFA 2010 entre a  África do Sul e o México. Outros programas transmitidos no canal em seu primeiro ano incluíram o BCS National Championship Game 2011 e vários jogos de futebol americano universitário e basquete. A programação inicial incluiu 25 jogos da Copa do Mundo de 2010 e os Summer X Games. Até 85 eventos ao vivo foram exibidos na rede em 2010. A ESPN 3D produziu 14 jogos da National Basketball Association (NBA) durante a temporada 2010-11, incluindo sete jogos do playoff. O primeiro jogo da NBA transmitido pela ESPN 3D foi uma partida de 17 de dezembro de 2010 entre o Miami Heat e o New York Knicks. Em 30 de junho de 2011, a ESPN anunciou que a ESPN 3D iria ao ar a primeira partida das semifinais masculinas do Campeonato de Wimbledon de 2011 ao vivo, a ser seguida por uma transmissão em fita das segundas semifinais masculinas. Em 4 de julho de 2011, também iria ao ar uma transmissão gravada das finais feminina e masculina.
Operando originalmente como um serviço de meio período, a ESPN 3D começou a transmitir 24 horas por dia em 14 de fevereiro de 2011. ESPN 3D foi encerrado em 30 de setembro de 2013, citando "adoção limitada de serviços 3D pelo espectador".

## Transporte
DirecTV, Comcast e AT&T U-verse levaram ESPN 3D em seu lançamento. A Time Warner Cable chegou a um acordo para transportar o canal alguns meses depois e a Verizon FiOS começou a transportá-lo em abril de 2011.
Em 1º de agosto de 2011, durante os X Games daquele ano, a AT&T U-verse parou abruptamente de levar a ESPN 3D para seus clientes, alegando alto custo e baixa demanda.